# I Need a Miracle (canción de Grateful Dead)
«I Need a Miracle» es una canción interpretada por la banda estadounidense Grateful Dead. La canción fue escrita por el letrista John Perry Barlow y compuesta por el guitarrista y vocalista Bob Weir, y fue publicado como la canción de apertura del lado B del décimo álbum de estudio de la banda Shakedown Street (1978). La canción fue escrita en julio de 1978 en Mill Valley, California.

## Escritura y temática
Líricamente, «I Need a Miracle» es una oda directa al placer y al exceso – La letra de la canción cuenta la historia de un hombre que busca diversión, preferiblemente con una mujer el doble de su edad, altura o peso, según el verso, y la canción ofrece un claro resumen: “demasiado de todo es suficiente”. El sitio web Sputnikmusic describe la letra como “pegadiza”. De acuerdo a David Dodd, declaró que el personaje que canta la canción parece estar burlándose de sí mismo y afirmó que la palabra milagro “es sinónimo de excesivo, lo trascendente de hiperbólico y exagerado”. Según Lindsay Planer, la letra de la canción trata de manera bastante irónica el tema del exceso de indulgencia.

### Título
Alrededor de la época en que Weir presentó la canción, las personas sin entradas para un espectáculo de Dead se paraban fuera del lugar con un dedo índice levantado sobre la cabeza, indicando que necesitaban una entrada o un “milagro”. Cualquiera que tenga un boleto extra no tendría problemas para encontrar a alguien dispuesto a tomarlo. De acuerdo a los autores Jim Tuedio y Stan Spector, “una entrada milagrosa” es el término más común entre los Deadheads. Este concepto también es reconocido por Grateful Dead—la portada del álbum en vivo Dozin' at the Knick muestra esta escena.

## Composición y arreglos
La canción fue compuesta en un compás de 4
4 con un tempo de 126 pulsaciones por minuto y está escrita en la tonalidad de mi mayor. Las voces van desde G4 a A5. Musicalmente, «I Need a Miracle» es una canción de rock, blues, blues rock, y hard rock. La guitarra de García “llenó entre líneas de los versos”, y Lesh tocó una línea de bajo “clara y contundente”. Hay una puntuación fuerte después muchas de las líneas. Los autores Barry Barnes y Bob Trudeau describieron el puente vocal a la mitad de la canción como “divertido”. De acuerdo con Planer, el coro “acentúa el arreglo mientras el instrumentista libera momentáneamente el ritmo de conducción y enmarca el coro a capella”.

## Recepción de la crítica
En una reseña inicial para Shakedown Street, el crítico de la revista Rolling Stone, Gary von Tersch, dijo que “[la canción] suena como un rechazo de Englebert Humperdinck [sic]”. El autor Robert Christgau la catalogó como “el primer himno que cualquiera de estos agitadores nigromantes ha escrito en años”. Planer comentó que la canción “es más atrevida”, en contraste con otras composiciones de Weir, como «Cassidy» y «Looks Like Rain». La canción fue incluida en el libro de Barry Barnes y Bob Trudeau, The Grateful Dead's 100 Essential Songs: The Music Never Stops. Ellos escribieron: “Parte de la razón por la que esta es una canción esencial para nosotros en este libro es este punto contextual: como canción independiente, «I Need a Miracle» puede no ser el mejor número que interpretaron The Dead, pero en el contexto de un buen segundo set, fue una gran canción”.

## Interpretaciones en vivo

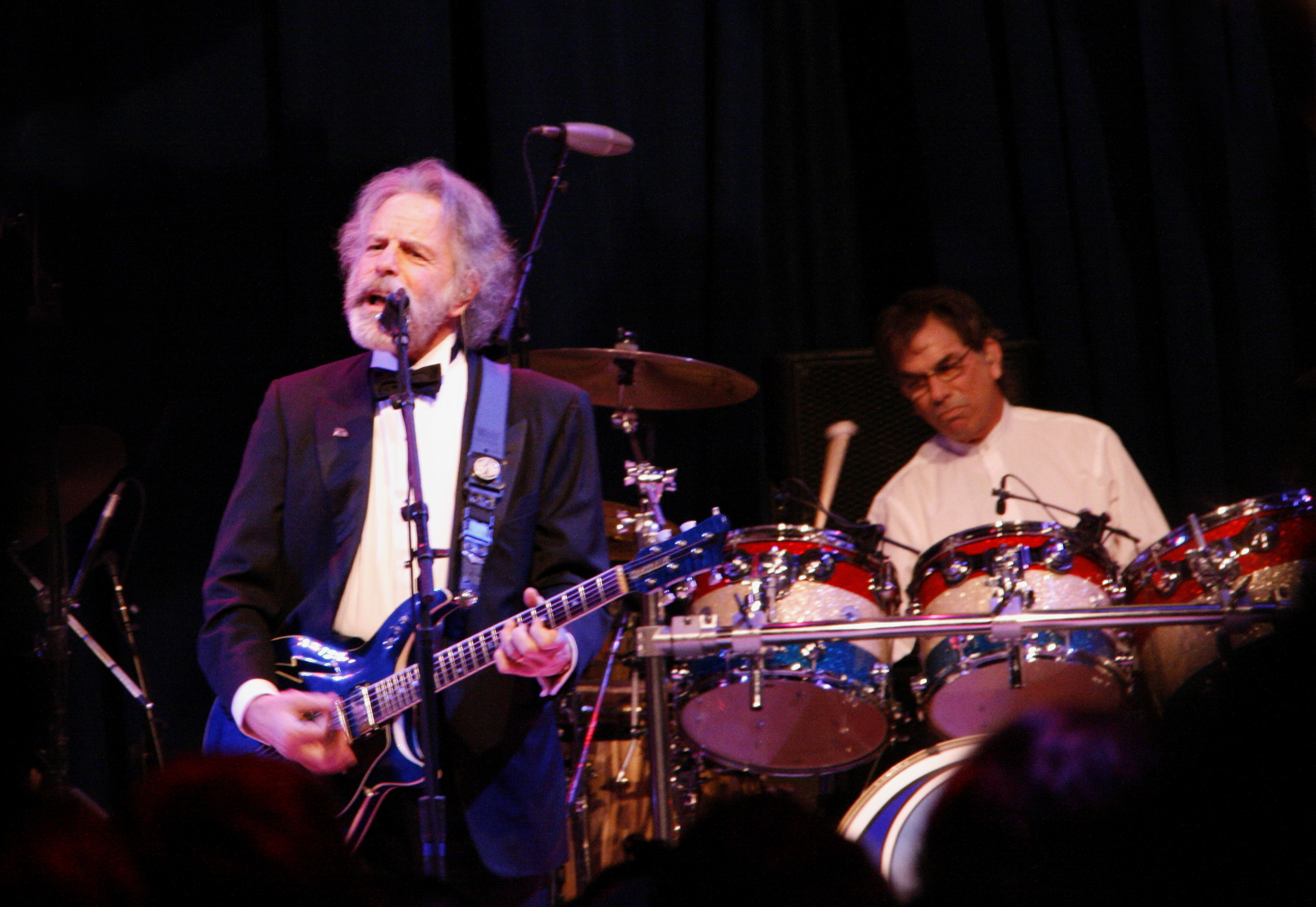
Bob Weir, compositor de la canción, durante el baile inaugural del Atlántico Medio, 20 de enero de 2009.

La canción se interpretó por primera vez en vivo el 30 de agosto de 1978, en el Red Rocks Amphitheatre, en Morrison, Colorado. Desde su lanzamiento, la canción se interpretó todos los años, generalmente más de diez veces, para un total de 271 presentaciones en vivo. Ocasionalmente apareció en el primer set en 1978 y 1979, pero «I Need a Miracle» residió en el segundo set desde 1980 en adelante con solo cuatro excepciones. «I Need a Miracle» era una gran canción Sing-along: la audiencia cantaba rutinariamente la línea del coro, “I need a miracle every day”. En años posteriores, Bob Weir se saltaría esta línea para que todos pudieran escuchar a la audiencia cantándola. Con el paso de los años, «I Need a Miracle» comenzó a aparecer regularmente justo después del segmento de «Drumz» y «Space» del segundo set. Sirvió como un regreso entusiasta a la parte musical más estructurada del segundo set, y a menudo fue seguido por una balada de Jerry como «Stella Blue», «Black Peter», «Wharf Rat» o «Days Between». La canción se interpretó por última ocasión el 30 de junio de 1995, en el Three Rivers Stadium, en Pittsburgh, Pensilvania.